# Benquet

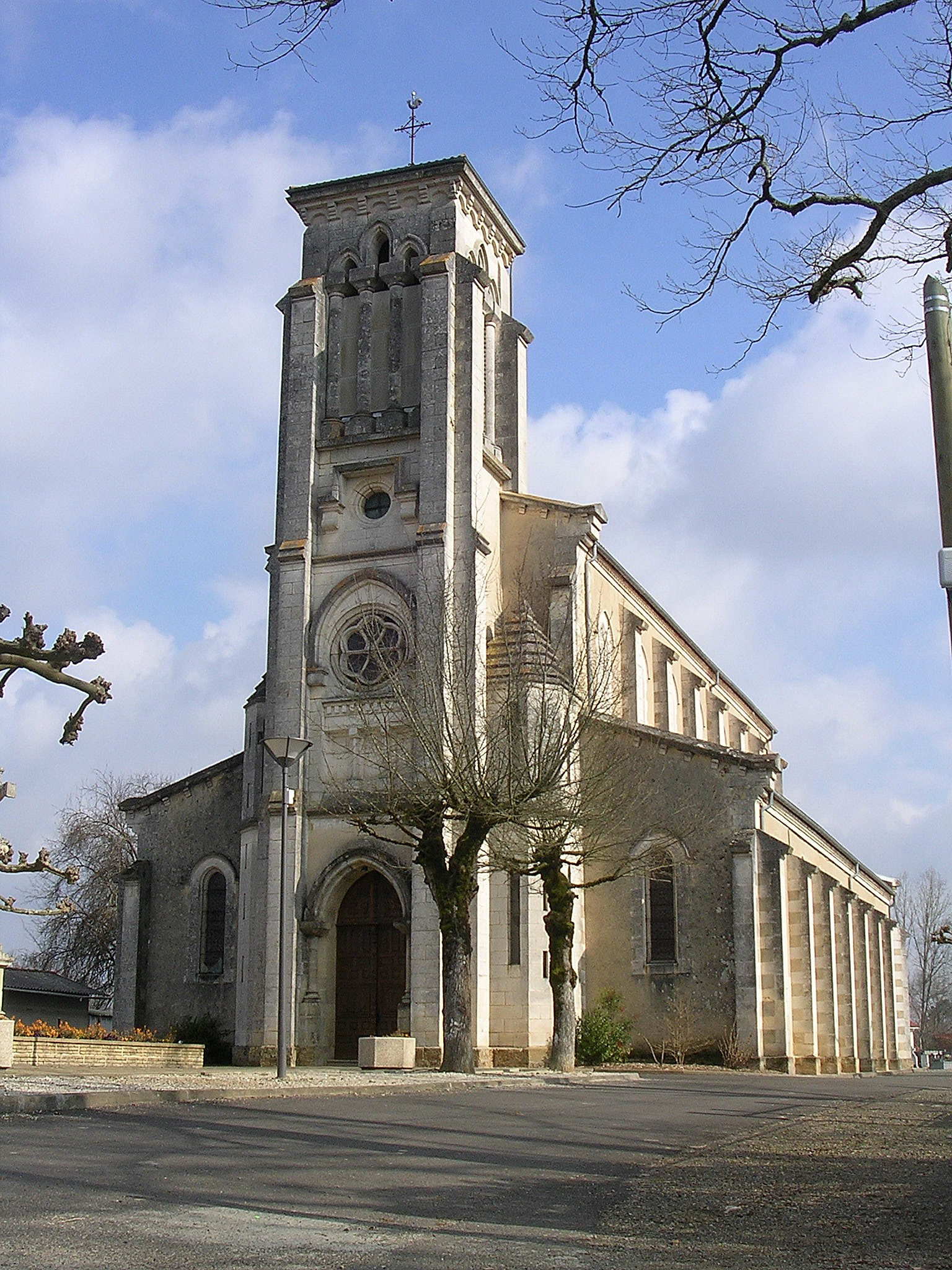
Chiesa di Saint-Jean-Baptiste a Benquet

Benquet è un comune francese di 1 525 abitanti situato nel dipartimento delle Landes nella regione della Nuova Aquitania.

## Società

### Evoluzione demografica
Abitanti censiti